# Catherine Burns
Catherine Burns (New York, 25 settembre 1945 – Lynden, 2 febbraio 2019) è stata un'attrice statunitense.
Candidata all'Oscar alla miglior attrice non protagonista nel 1970 per il suo ruolo d'esordio ne I brevi giorni selvaggi, ha recitato in appena tre film nel corso della sua carriera, apparendo altrimenti solo in televisione fino al suo ritiro dalle scene nel 1984.

## Biografia
Dopo aver frequentato l'Hunter College e l'Accademia americana di arti drammatiche di New York, Burns ha fatto il suo esordio come attrice in una versione televisiva de Il crogiuolo di Miller nel 1967, mentre l'anno seguente è apparsa a Broadway in The Prime of Miss Jean Brodie.
Nel 1969 ha esordito al cinema recitando nel film di Frank Perry I brevi giorni selvaggi (Last Summer): l'interpretazione di Rhoda, un'adolescente impacciata che rimane vittima di uno stupro nelle scene più climatiche della pellicola, le è valsa una candidatura all'Oscar alla miglior attrice non protagonista all'età di 24 anni.
Successivamente ha recitato in altri due lungometraggi che compongono la sua intera carriera cinematografica, Me, Natalie (1969) e Cielo rosso all'alba (1971). Dopo questi tre film, Burns, poco più che ventiseienne, si dedicherà infatti esclusivamente alla televisione per il resto della sua carriera d'attrice, che si concluderà nel 1984. Tra le serie in cui ha recitato ci sono Pepper Anderson agente speciale, Sulle strade della California, La donna bionica, Squadra emergenza e Mod Squad, i ragazzi di Greer.
Nel 1989 si è sposata con Kenneth Shire, trasferendovisi insieme da Manhattan in una comunità alloggio per anziani di Lynden negli ultimi anni. Secondo lui, Burns «odiava quel film [I brevi giorni selvaggi] e [...] ciò che ne era scaturito [...] voleva essere ricordata come un'occasionale autrice pubblicata di libri per bambini», che aveva scritto a partire dagli anni settanta. In seguito al suo ritiro dalle scene, Burns è stata molto attenta a mantenere la propria privacy, tanto che la sua morte, avvenuta il 2 febbraio 2019 in seguito alle complicazioni di una caduta domestica, è stata riportata con oltre un anno di ritardo, quando l'Hollywood Reporter ne è venuto a conoscenza consultando le cartelle mediche dello stato di Washington.

## Filmografia

### Cinema
- I brevi giorni selvaggi (Last Summer), regia di Frank Perry (1969)
- Me, Natalie, regia di Fred Coe (1969)
- Cielo rosso all'alba (Red Sky at Morning), regia di James Goldstone (1971)

### Televisione
- The Crucible, regia di Alex Segal – film TV (1967)
- Una vita da vivere (One Life to Live) – serial TV, 1 puntata (1969)
- Great Performances – serial TV, 1 puntata (1971)
- Two for the Money, regia di Bernard L. Kowalski – film TV (1972)
- Night of Terror, regia di Jeannot Szwarc – film TV (1972)
- Love, American Style – serie TV, episodio 4x09 (1972)
- Mod Squad, i ragazzi di Greer (The Mod Squad) – serie TV, episodio 5x14 (1972)
- Adam-12 – serie TV, episodio 5x24 (1973)
- Una famiglia americana (The Waltons) – serie TV, episodio 2x11 (1972)
- Squadra emergenza (Emergency!) – serie TV, episodio 4x03 (1974)
- Cannon – serie TV, episodio 5x07 (1975)
- Lotta per la vita (Medical Story) – serie TV, episodi 1x06-1x11 (1976)
- Medical Center – serie TV, episodio 7x19 (1976)
- Pepper Anderson agente speciale (Police Woman) – serie TV, episodio 2x21 (1976)
- Sulle strade della California (Police Story) – serie TV, episodio 3x20 (1976)
- Amelia Earhart, regia di George Schaefer – film TV (1976)
- La donna bionica (The Bionic Woman) – serie TV, episodio 2x08 (1976)
- The Word – miniserie TV, 4 puntate (1978)
- Occhio al superocchio (Seeing Things) – serie TV, episodio 3x08 (1984)
- CBS Schoolbreak Special – serial TV, 1 puntata (1984)

## Doppiatrici italiane
- Loretta Goggi in I brevi giorni selvaggi

## Teatro
- The Prime of Miss Jean Brodie di Jay Presson Allen, tratto dall'omonimo romanzo di Muriel Spark, regia di Michael Langham, con Zoe Caldwell (Jean Brodie), Lennox Milne (Miss MacKay), Roy Cooper (Teddy Lloyd), Amy Taubin (Sandy), Joseph Maher (Gordon Lowther), Diana Davila (Jenny), Denise Huot (Suor Helena), Catherine Burns (Monica), Kathryn Baumann (Mary MacGregor) e Douglas Watson (Mr. Perry). Helen Hayes Theater di Broadway (1968)
- Operation Sidewinder di Sam Shepard, regia di Michael Schultz, con Paul Benjamin (Blade), Roberts Blossom (Billy), Philip Bosco (Capitano Bovine), Catherine Burns (Carhop), Barbara Eda-Young (Honey), Gus Fleming (Cadetto), Ray Fry (Dottor Vector), Michael Levin (Spider Lady), Joseph Mascolo (Colonnello Warner), Michael Miller (Mechanic), Garrett Morris (Blood), Charles Pegues (Dude), Robert Phalen (Capitano/Dukie), Don Plumley (Mickey Free), Joan Pringle (Edith), Robert Riggs (Il ranger), Andrew Robinson (Un giovanotto) e Paul Sparer (Generale Bowser). Vivian Beaumont Theatre di Broadway (1970)

## Riconoscimenti
- Premio Oscar
  - 1970 – Candidatura alla miglior attrice non protagonista per I brevi giorni selvaggi

- Kansas City Film Critics Circle
  - 1969 – Miglior attrice non protagonista per I brevi giorni selvaggi

- New York Film Critics Circle
  - 1969 – Candidatura alla miglior attrice non protagonista per I brevi giorni selvaggi